# Aero Fighters
Aero Fighters (conocido como Sonic Wings en Japón), es un juego de arcade, de disparos y de scroll vertical, lanzado en 1992 por Video System. El juego posteriormente fue incorporado al catálogo de Super Famicom en 1993 y al de Super Nintendo en 1994. Se hicieron, además, dos secuelas para la consola Neo Geo, una para PlayStation y Sega Saturn (ambas solamente en Japón) y una última, en 3-D, para Nintendo 64. 
Al empezar, el jugador escoge una de cuatro nacionalidades (EE. UU., Japón, Inglaterra, o Suecia), y luego vuela por siete territorios enemigos, destruyendo y disparando a grandes cantidades de enemigos, para luego, al final de cada nivel, enfrentar al Jefe correspondiente.
El jugador uno solamente puede jugar con un número limitado de aviones (los que corresponden única y exclusivamente al control 1). Estos aviones son el F/A-18, el FS-X, el AV-8B, y el AJ-37. Si un segundo jugador se une a la partida, este podrá elegir los aviones solo selecciobables para el segundo mando, pero con la nacionalidad escogida previamente por el jugador uno. Estos aviones son el F-14, el F-15, el JAS-39 y el Tornado IDS. Cabe señalar que la restricción de nacionalidad fue eliminada en Aero Fighters 2.
Aero Fighters fue lanzado para el Super NES por McO'River, afiliado de Video System en EE. UU.. Esta versión se lanzó el 30 de noviembre de 1994, en cantidad limitada, y es uno de los cartuchos más raros para el SNES, llegando a costar +1100 USD.
La mayoría del equipo creativo detrás de Aero Fighters posteriormente se retiró de Video System para crear su propia compañía llamada Psikyo.

## Personajes
- Blaster Keaton (F/A-18 Hornet)
- Keith Bishop (F-14 Tomcat)
- Hi En (FSX)
- Mao Mao (F-15 Eagle)
- Kohful The Viking (AJ-37)
- Tee-Bee 10 (JAS-39)
- Lord River N. White (Tornado IDS)
- Villiam Syd Pride (AV-8)
- Rabio (Oculto) Lepus para Player 2. Para desbloquear:  [sostener R y entrar la secuencia left,down,right, X,Y,A,B, left,down,right,down, X, Y,A,B]

## Serie Aero Fighters
1. Aero Fighters (1992, Arcade; 1994, SNES)
2. Aero Fighters 2 (1994, Neo-Geo/Arcade)
3. Aero Fighters 3 (1995, Neo-Geo/Arcade)
4. Sonic Wings Limited (1996, Arcade) *Japan
5. Sonic Wings Special (1996, Sega Saturn*, Sony PlayStation#) *Japan
6. AeroFighters Assault (1997, Nintendo 64)